# Краузе, Мус
Эдвард Уолтер «Мус» Краузе (англ. Edward Walter "Moose" Krause; имя при рождении — Эдвард Уолтер Кряучюнас (англ. Edward Walter Kriaučiūnas; 2 февраля 1913, Чикаго, штат Иллинойс, США — 11 декабря 1992, Саут-Бенд, штат Индиана, США) — американский баскетболист, футболист, бейсболист, легкоатлет, тренер и спортивный администратор студенческих команд. Член Зала славы баскетбола.

## Ранние годы
Эдвард Краузе родился 2 февраля 1913 года в промышленном районе города Чикаго Бэк-оф-зе-Ярдс (штат Иллинойс) в семье литовских иммигрантов, учился там же вместе со своим младшим братом Филом в институте Де Ла-Селле, в котором играл за местную баскетбольную, футбольную и бейсбольную команды, выиграв два чемпионских титула Чикагской католической лиги по баскетболу. Его отец был мясником, а старший брат Феликс — капитаном и главным тренером (1937) сборной Литвы на победных для себя чемпионатах Европы по баскетболу в Риге (1937) и Каунасе (1939). Школьный тренер Эдварда по американскому футболу Норман Бэрри сократил его настоящую фамилию с Кряучюнас до Краузе, так как её слишком сложно было произносить. На первом году обучения Бэрри как-то упрекнул Эдварда в том, что он, обладая достаточно большим, как у лося, ростом, не смог заблокировать более низкорослого парня, после чего за ним закрепилось это прозвище, а он стал известен в спортивном мире под именем «Лось» (англ. "Moose").

## Студенческая карьера
В 1934 году окончил Университет Нотр-Дам, где в течение трёх лет играл за баскетбольную команду «Нотр-Дам Файтинг Айриш», в которой провёл успешную карьеру. При Краузе «Файтинг Айриш» ни разу не выигрывали ни регулярный чемпионат, ни турнир конференции Independent, а также ни разу не выходили в плей-офф студенческого чемпионата США. В сезонах 1931/1932, 1932/1933 и 1933/1934 годов в составе «Файтинг Айриш» Мус Краузе, играя на позиции центрового, становился лучшим снайпером команды, за что по их итогам включался во всеамериканскую сборную NCAA. В 1989 году Мус был включён в Зал славы баскетбола Индианы, а в 2006 году — в Студенческий Зал славы.
Во время учёбы в университете Нотр-Дам Мус Краузе также в течение двух лет играл за футбольную команду «Нотр-Дам Файтинг Айриш»  (1931—1933). В сезоне 1931/1932 годов в составе «Файтинг Айриш» Краузе признавался лучшим игроком команды, за что по его итогам был включён во всеамериканскую сборную NCAA.

## Тренерская и административная карьера
После завершения студенческой карьеры Мус Краузе не стал заключать соглашение с профессиональными командами и продолжать игровую карьеру, а сразу устроился на должность главного тренера в команду «Сент-Мэрис Кардиналс», которая выступала в III дивизионе NCAA. В «Кардиналс» Эдвард работал на протяжении пяти лет, одновременно руководя не только баскетбольной (46 побед при 52 поражениях) и футбольной команд, но и занимая должность спортивного директора, а в 1979 году он был включён в Зал славы баскетбола университета Сент-Мэрис в Миннесоте. В 1939 году Мус устроился на должность главного тренера в команду «Холи-Кросс Крузейдерс», где опять же в течение трёх лет совмещал должность главного тренера баскетбольной (11—14) и футбольной команд.
В 1942 году Краузе занял пост главного тренера в родной команде «Нотр-Дам Файтинг Айриш», которая выступала в I дивизионе Национальной ассоциации студенческого спорта (NCAA). В разные годы он руководил баскетбольной (1943—1944, 1946—1951) и футбольной (1942—1943, 1946—1947) командами «Файтинг Айриш». При Краузе баскетбольная команда имела положительный баланс побед и поражений (98—48), но ни разу не смогла выйти в плей-офф студенческого чемпионата США. В сезоне 1948/1949 годов параллельно с тренерской карьерой Эдвард стал помощником спортивного директора, а в следующем сезоне занял главную административную должность команды, на которой проработал на протяжении 32 лет. В 1976 году Краузе был избран в Зал славы баскетбола имени Нейсмита.

## Смерть
В конце Второй мировой войны ему пришлось на один год прервать свою тренерскую карьеру (1944—1945), во время которой он 14 месяцев служил в Военно-морских силах США на юге Тихоокеанского театра военных действий. Мус Краузе умер в пятницу, 11 декабря 1992 года, во сне на 80-м году жизни в городе Саут-Бенд (штат Индиана).